# ハイヒールの金曜は生で!
ハイヒールの金曜は生で!（はいひいるのきんようはなまで）は毎日放送ラジオ（MBSラジオ）で2000年4月から2005年4月1日まで放送されていたラジオ番組。

## 放送時間
- 毎週金曜日12:30-14:00

## 出演者
- ハイヒール（モモコ・リンゴ）
- 亀井希生
- 高田百歩